# Santiago Riveros
Santiago Omar Riveros (Villa Dolores, Córdoba; 4 de agosto de 1923 - Buenos Aires, 24 de mayo de 2024) fue un militar argentino, perteneciente al Ejército, con rango de general de división, que se desempeñó como comandante de Institutos Militares entre 1976 y 1978 durante el terrorismo de Estado de la dictadura militar autodenominada Proceso de Reorganización Nacional.
Tuvo un rol preponderante durante la represión del Proceso de Reorganización Nacional, por lo que posteriormente fue juzgado y condenado por ser penalmente responsable de delitos de lesa humanidad. A sus cien años falleció cumpliendo sentencia de pena de prisión perpetua en su domicilio.

## Familia
El biografiado figura como nacido el 4 de agosto de 1923 en la localidad cordobesa de Villa Dolores, hijo del matrimonio entre Arturo Riveros y María Ester Castro. Santiago Riveros se encontraba casado y fue padre de dos hijos.

## Carrera militar

### Primeros años
Se incorporó como cadete de primer año en el Colegio Militar de la Nación el 1 de febrero de 1943, tras haber culminado con sus estudios secundarios. Egresó como subteniente del arma de artillería el 14 de diciembre de 1945 con orden de mérito 5 sobre un total de 201 egresados. Años después se formó como Oficial de Estado Mayor en la Escuela Superior de Guerra, lo cual le permitió con posterioridad acceder a las más altas jerarquías del Ejército.
Entre los compañeros recientemente egresados de la promoción 74 que integró Riveros se encontraban los subtenientes Albano Eduardo Harguindeguy, Carlos Enrique Laidlaw, Leopoldo Fortunato Galtieri, Otto Carlos Paladino, Ramón Genaro Díaz Bessone y Luciano Benjamín Menéndez quienes cumplieron diversas funciones de principal relevancia durante el Proceso de Reorganización Nacional y sus gobiernos de facto.
Graduado de ingeniero militar, y hacia 1973 era director de la Escuela Superior Técnica. Con el cambio de destinos en 1973 quedó como director de Producción de Fabricaciones Militares y a mediados de 1975 era vicepresidente de la misma empresa. Promovido a general de división, en agosto de 1975 asumió como comandante de Institutos Militares en Campo de Mayo.

### Proceso de Reorganización Nacional
Durante la última dictadura militar en Argentina (a partir de marzo 1976) el General Riveros ejerció los cargos de comandante de Institutos Militares, jefe de la Guarnición Militar Campo de Mayo y jefe de la Zona de Defensa 4. En dicha unidad tuvo bajo su responsabilidad Campo de Mayo y un grupo de partidos de la provincia de Buenos Aires.
Fue su segundo comandante y jefe de Estado Mayor el general de brigada Fernando Humberto Santiago primero (1976-1976) y el general de brigada Reynaldo Benito Antonio Bignone después (1977-1978).
Fue precisamente en Campo de Mayo donde funcionaron los centros clandestinos de detención «El Campito», «Las Casitas», el Hospital Militar y la Prisión Militar de Encausados mientras Riveros revistaba el comando de dicha guarnición. En el Hospital Militar (HMCM) las fuerzas armadas abocadas a la represión ejecutaron diversos crímenes tales como partos clandestinos y apropiación de menores de las detenidas desaparecidas.
Entre los jerarcas militares integró el grupo de «los duros», con Ramón Genaro Díaz Bessone, Luciano Benjamín Menéndez y Guillermo Suárez Mason, quienes se oponían a «los blandos» Jorge Rafael Videla y Roberto Eduardo Viola, acordes a las políticas económicas de José Alfredo Martínez de Hoz, más proclives a establecer diálogos con sectores políticos.
El 2 de febrero de 1979 relevó al vicealmirante Luís María Mendía en los cargos de Jefe de la Delegación Militar Argentina ante la Junta Interamericana de Defensa; asesor de las Fuerzas Armadas en la Misión Permanente de la República Argentina ante la Organización de las Naciones Unidas y también en la Misión Permanente de la República Argentina la Organización de los Estados Americanos. Ejerció simultáneamente todas esas funciones hasta el 30 de enero de 1980, tras lo cual pasó a situación de retiro efectivo.

#### Embajador en Uruguay
Luego de que el General de División Santiago Riveros pasó a situación de retiro en enero de 1980, el gobierno de Roberto Eduardo Viola lo designó embajador en Uruguay el 26 de junio de 1981. Allí fue secundado por el exjefe del Servicio de Inteligencia Naval, Capitán de Navío Eduardo Osvaldo Invierno quien sirvió como Agregado Militar Naval en la República Oriental del Uruguay, a partir del 15 de enero de 1980.
Riveros retuvo ese cargo de embajador bajo las presidencias de facto de Leopoldo Fortunato Galtieri y Reynaldo Benito Antonio Bignone hasta el 10 de diciembre de 1983. Santiago Riveros fue cesado de dicho destino diplomático por el recientemente electo presidente constitucional doctor Raúl Ricardo Alfonsín, quien nombró para reemplazarlo al exvicepresidente doctor Carlos Humberto Perette

## Situación judicial

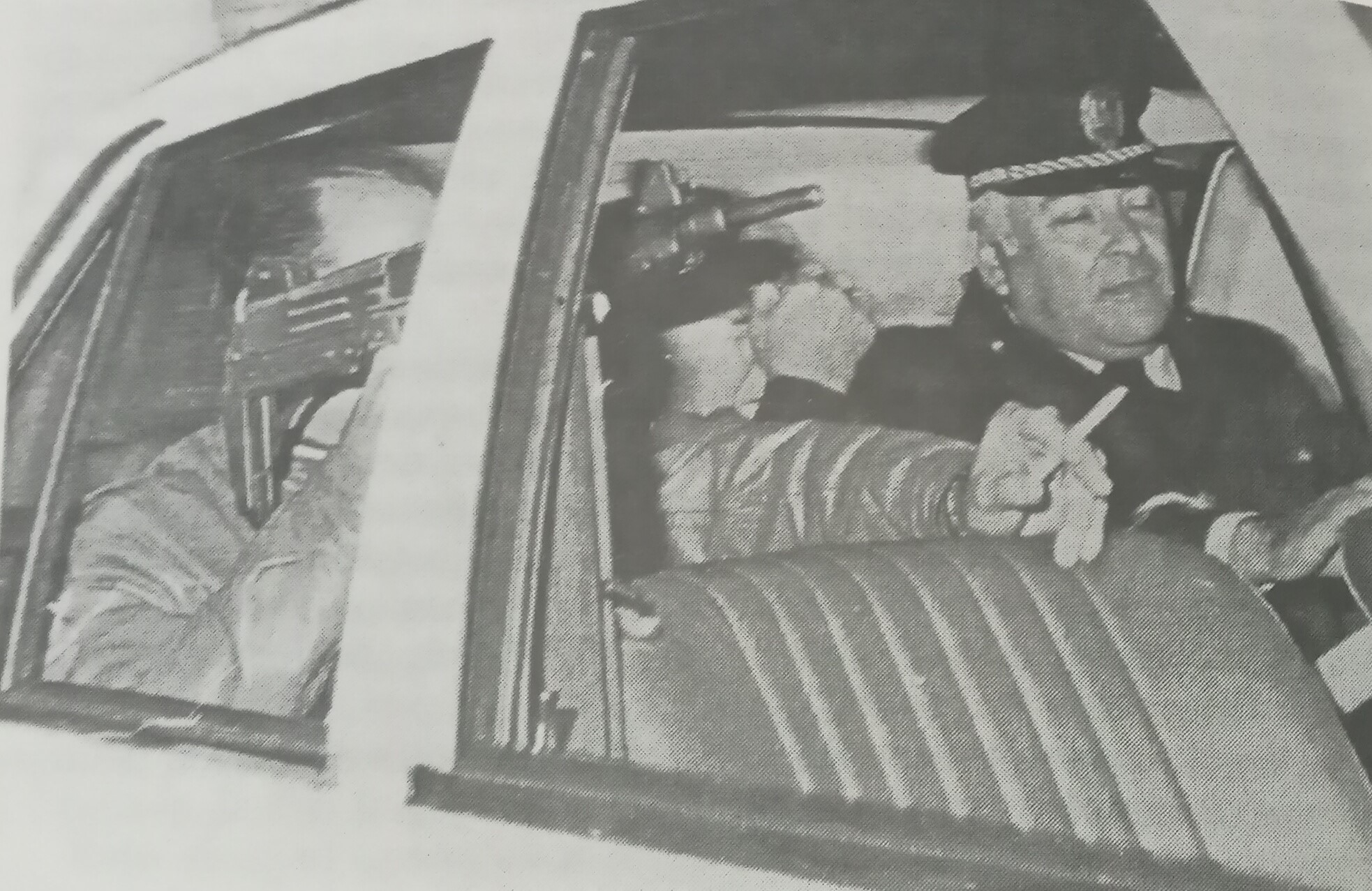
Riveros (centro), custodiado por la policía, saliendo de los tribunales de San Isidro en 1985.

En 1989 fue beneficiado por el indulto otorgado por el presidente Carlos Saúl Menem a través del decreto n.º 1002 del 6 de octubre de ese año. Quedó eximido de una pena por delitos de lesa humanidad por los que había sido encontrado culpable en 1985.
Fue el primer militar en explicar su papel durante la terrorismo de Estado en Argentina mediante un extenso documento en el que afirma entre otras cosas:

No ha habido desaparecidos, sino terroristas aniquilados en el marco de una guerra revolucionaria y por tanto irregular.
Santiago Omar Riveros

En Italia ha sido condenado a cadena perpetua y confinamiento solitario durante un año y seis meses, en sentencia definitiva, por la desaparición y muerte de tres ciudadanos italianos.
En 2006 se encontraba procesado por delitos de lesa humanidad en causas como el Plan Cóndor.
En 2006 la justicia consideró que el indulto conferido al general Riveros era inconstitucional. El 13 de julio de 2007, la Corte Suprema anuló finalmente los indultos que protegían a Riveros y declaró inconstitucionales a tales indultos.
El 12 de agosto de 2009, Riveros fue declarado culpable por el homicidio de Floreal Avellaneda, un militante de la Juventud Comunista, de 15 años de edad, secuestrado el 15 de abril de 1976, y torturado en la comisaría de Villa Martelli y luego en Campo de Mayo junto a su madre. Su cuerpo fue encontrado meses después en las costas de Uruguay, atado de pies y manos y con signos visibles de tortura y empalamiento. Los jueces Lucila Larrandart, Martha Milloc y Héctor Sagretti, del Tribunal Oral de San Martín, condenaron a Riveros por los crímenes de privaciones ilegales de la libertad agravados por la violencia, allanamiento ilegal, robo, torturas agravadas por tratarse de perseguidos políticos, homicidio agravado y ocultamiento del cuerpo. Fue sentenciado a cadena perpetua, en el Servicio Penitenciario Federal. Cinco subordinados suyos fueron juzgados conjuntamente por estos crímenes en Campo de Mayo y recibieron sentencias de entre 8 y 25 años. Los jueces determinaron que el asesinato de Floreal Avellaneda constituía un crimen de lesa humanidad, pero desecharon que conformara parte de un genocidio.
El 5 de julio de 2012, dentro de la causa «Plan Sistemático», el Tribual Oral Federal N.º 6 de la Capital Federal impuso a Riveros una pena de 20 años de prisión por «sustracción, retención y ocultamiento de un menor de diez años en concurso ideal con el de hacer incierto el estado civil de un menor de diez años» en dos hechos. En la misma sentencia fueron condenados Jorge Rafael Videla y Reynaldo Benito Antonio Bignone.
En julio de 2022 recibió una nueva condena por delitos de lesa humanidad cometidos en Campo de Mayo. Purgó sus últimas condenas bajo un régimen de arresto domiciliario.
Falleció el 24 de mayo de 2024.